# Marco Grüll
Marco Grüll, född 6 juli 1998 i Schwarzach im Pongau, är en österrikisk fotbollsspelare som spelar för Rapid Wien och Österrikes herrlandslag i fotboll.